# 17305 Каніфф
17305 Каніфф (17305 Caniff) — астероїд головного поясу, відкритий 24 вересня 1960 року.
Тіссеранів параметр щодо Юпітера — 3,025.